# 大島南インターチェンジ
大島南インターチェンジ（おおしまみなみインターチェンジ）は、愛媛県今治市吉海町名にある西瀬戸自動車道（通称：しまなみ海道）のインターチェンジ。
四国方面（今治方面）のみのハーフICである。
インターチェンジ形状はハーフY字となっている。

## 接続する道路
- 西瀬戸自動車道（11番）
- 接続する道路：国道317号

## 周辺
- 来島海峡大橋

## 料金所

### 入口
- レーン数:2
  - ETC専用:1
  - 一般:1

### 出口
- レーン数:2
  - ETC専用:1
  - 一般:1

## 隣
西瀬戸自動車道
(10)大島北IC - 大島BS -  (11) 大島南IC - 馬島IC/BS - (12)今治北IC/来島海峡SA/BS